# Liechtensteini labdarúgó-válogatott
A liechtensteini labdarúgó-válogatott Liechtenstein nemzeti csapata, amelyet a liechtensteini labdarúgó-szövetség (németül: Liechtensteiner Fussballverband) irányít. Az UEFA negyedik legkisebb tagállama. Még egyetlen világ, illetve Európa-bajnokságra sem sikerült kijutnia.

## A válogatott története
A liechtensteini válogatott 1982-ben játszotta első hivatalos mérkőzését, majd sikertelenül próbálkozott az 1988-as és 1992-es olimpiai játékok selejtezőiben. 1994 óta szerepelnek az európai és a világbajnoki selejtezőkben. Meglepetésre az 1996-os Európa-bajnokság első selejtezőkörében, 1995. június 3-án 0–0-s döntetlent játszottak Írországgal. 1998. október 14-én megszerezték első győzelmüket kvalifikációs tornákon, ekkor Azerbajdzsánt verték 2-1-re a 2000-es Európa-bajnokság selejtezőiben. A legrosszabb eredményük az 1998-as és a 2002-es világbajnokság selejtezői voltak, mindkét selejtezősorozatot 0 ponttal zárták. A 2006-os világbajnokság selejtezőiben az addigi eredményeikhez képest jó teljesítményt nyújtottak. Oda-vissza győztek Luxemburg ellen (idegenben 4–0-re, odahaza 3–0-ra). A később világbajnoki résztvevő Portugáliával 2–2-s, Szlovákiával 0–0-s döntetlent játszottak. A sorozat végén így összesen 8 pontot szereztek és a hatodik helyen végeztek.
Egyik legemlékezetesebb győzelmüket 2007. november 1-jén szerezték egy Európa-bajnoki selejtezőn, amelyen a többek között Eiður Guðjohnsent is a soraiban tudó Izlandi labdarúgó-válogatottat Beck két, valamint Frick góljával 3–0-s arányban győzték le.
A 2010-es világbajnoki selejtezőiben két döntetlen mellett nyolc vereség volt a nevük mellett. A két pontot Finnország (1–1) és Azerbajdzsán (0–0) ellen szerezték.
A 2012-es Európa-bajnokság selejtezőiben Litvániával idegenben 0–0-s döntetlent játszottak, hazai pályán pedig 2–1-re győztek.
A 2014-es világbajnoki selejtezőiben a hatodik helyen végeztek 2 ponttal. Lettország és Szlovákia ellen odahaza 1–1-s döntetlent játszottak.
A 2016-os Európa-bajnokság selejtezőiben Moldovát idegenben 1–0-ra megverték, hazai pályán 0–0-s döntetlent játszottak. Montenegró ellen szintén gól nélküli eredményt értek el. A selejtezőket végül az ötödik helyen zárták öt ponttal.

## Nemzetközi eredmények

### Világbajnokság
| Világbajnokság | Világbajnokság    | Világbajnokság    | Világbajnokság    | Világbajnokság    | Világbajnokság    | Világbajnokság    | Világbajnokság    | Világbajnokság    | Világbajnokság    | Selejtezők        | Selejtezők        | Selejtezők        | Selejtezők        | Selejtezők        | Selejtezők        | Selejtezők        |
| Év             | Eredmény          | H.                | M                 | Gy                | D                 | V                 | G+                | G–                | Keret             | H.                | M                 | Gy                | D                 | V                 | G+                | G–                |
| -------------- | ----------------- | ----------------- | ----------------- | ----------------- | ----------------- | ----------------- | ----------------- | ----------------- | ----------------- | ----------------- | ----------------- | ----------------- | ----------------- | ----------------- | ----------------- | ----------------- |
| 1930–1974      | nem volt FIFA-tag | nem volt FIFA-tag | nem volt FIFA-tag | nem volt FIFA-tag | nem volt FIFA-tag | nem volt FIFA-tag | nem volt FIFA-tag | nem volt FIFA-tag | nem volt FIFA-tag | nem volt FIFA-tag | nem volt FIFA-tag | nem volt FIFA-tag | nem volt FIFA-tag | nem volt FIFA-tag | nem volt FIFA-tag | nem volt FIFA-tag |
| 1978–1994      | nem indult        | nem indult        | nem indult        | nem indult        | nem indult        | nem indult        | nem indult        | nem indult        | nem indult        | nem indult        | nem indult        | nem indult        | nem indult        | nem indult        | nem indult        | nem indult        |
| 1998           | nem jutott ki     | nem jutott ki     | nem jutott ki     | nem jutott ki     | nem jutott ki     | nem jutott ki     | nem jutott ki     | nem jutott ki     | nem jutott ki     | 6.                | 10                | 0                 | 0                 | 10                | 3                 | 52                |
| 2002           | nem jutott ki     | nem jutott ki     | nem jutott ki     | nem jutott ki     | nem jutott ki     | nem jutott ki     | nem jutott ki     | nem jutott ki     | nem jutott ki     | 5.                | 8                 | 0                 | 0                 | 8                 | 0                 | 23                |
| 2006           | nem jutott ki     | nem jutott ki     | nem jutott ki     | nem jutott ki     | nem jutott ki     | nem jutott ki     | nem jutott ki     | nem jutott ki     | nem jutott ki     | 6.                | 12                | 2                 | 2                 | 8                 | 13                | 23                |
| 2010           | nem jutott ki     | nem jutott ki     | nem jutott ki     | nem jutott ki     | nem jutott ki     | nem jutott ki     | nem jutott ki     | nem jutott ki     | nem jutott ki     | 6.                | 10                | 0                 | 2                 | 8                 | 2                 | 23                |
| 2014           | nem jutott ki     | nem jutott ki     | nem jutott ki     | nem jutott ki     | nem jutott ki     | nem jutott ki     | nem jutott ki     | nem jutott ki     | nem jutott ki     | 6.                | 10                | 0                 | 2                 | 8                 | 4                 | 25                |
| 2018           | nem jutott ki     | nem jutott ki     | nem jutott ki     | nem jutott ki     | nem jutott ki     | nem jutott ki     | nem jutott ki     | nem jutott ki     | nem jutott ki     | 6.                | 10                | 0                 | 0                 | 10                | 1                 | 39                |
| 2022           | nem jutott ki     | nem jutott ki     | nem jutott ki     | nem jutott ki     | nem jutott ki     | nem jutott ki     | nem jutott ki     | nem jutott ki     | nem jutott ki     | 6.                | 10                | 0                 | 1                 | 9                 | 2                 | 34                |
| 2026           | később            | később            | később            | később            | később            | később            | később            | később            | később            | később            | később            | később            | később            | később            | később            | később            |
| Összesen       |                   | 0/22              | –                 | –                 | –                 | –                 | –                 | –                 | –                 | Összesen          | 70                | 2                 | 7                 | 61                | 25                | 219               |

### Európa-bajnokság
| Európa-bajnokság | Európa-bajnokság  | Európa-bajnokság  | Európa-bajnokság  | Európa-bajnokság  | Európa-bajnokság  | Európa-bajnokság  | Európa-bajnokság  | Európa-bajnokság  | Európa-bajnokság  | Selejtezők        | Selejtezők        | Selejtezők        | Selejtezők        | Selejtezők        | Selejtezők        | Selejtezők        |
| Év               | Eredmény          | H.                | M                 | Gy                | D                 | V                 | G+                | G–                | Keret             | H.                | M                 | Gy                | D                 | V                 | G+                | G–                |
| ---------------- | ----------------- | ----------------- | ----------------- | ----------------- | ----------------- | ----------------- | ----------------- | ----------------- | ----------------- | ----------------- | ----------------- | ----------------- | ----------------- | ----------------- | ----------------- | ----------------- |
| 1960–1972        | nem volt FIFA-tag | nem volt FIFA-tag | nem volt FIFA-tag | nem volt FIFA-tag | nem volt FIFA-tag | nem volt FIFA-tag | nem volt FIFA-tag | nem volt FIFA-tag | nem volt FIFA-tag | nem volt FIFA-tag | nem volt FIFA-tag | nem volt FIFA-tag | nem volt FIFA-tag | nem volt FIFA-tag | nem volt FIFA-tag | nem volt FIFA-tag |
| 1976–1992        | nem indult        | nem indult        | nem indult        | nem indult        | nem indult        | nem indult        | nem indult        | nem indult        | nem indult        | nem indult        | nem indult        | nem indult        | nem indult        | nem indult        | nem indult        | nem indult        |
| 1996             | nem jutott ki     | nem jutott ki     | nem jutott ki     | nem jutott ki     | nem jutott ki     | nem jutott ki     | nem jutott ki     | nem jutott ki     | nem jutott ki     | 6.                | 10                | 0                 | 1                 | 9                 | 1                 | 40                |
| 2000             | nem jutott ki     | nem jutott ki     | nem jutott ki     | nem jutott ki     | nem jutott ki     | nem jutott ki     | nem jutott ki     | nem jutott ki     | nem jutott ki     | 6.                | 10                | 1                 | 1                 | 8                 | 2                 | 39                |
| 2004             | nem jutott ki     | nem jutott ki     | nem jutott ki     | nem jutott ki     | nem jutott ki     | nem jutott ki     | nem jutott ki     | nem jutott ki     | nem jutott ki     | 5.                | 8                 | 0                 | 1                 | 7                 | 2                 | 22                |
| 2008             | nem jutott ki     | nem jutott ki     | nem jutott ki     | nem jutott ki     | nem jutott ki     | nem jutott ki     | nem jutott ki     | nem jutott ki     | nem jutott ki     | 7.                | 12                | 2                 | 1                 | 9                 | 9                 | 32                |
| 2012             | nem jutott ki     | nem jutott ki     | nem jutott ki     | nem jutott ki     | nem jutott ki     | nem jutott ki     | nem jutott ki     | nem jutott ki     | nem jutott ki     | 5.                | 8                 | 1                 | 1                 | 6                 | 3                 | 17                |
| 2016             | nem jutott ki     | nem jutott ki     | nem jutott ki     | nem jutott ki     | nem jutott ki     | nem jutott ki     | nem jutott ki     | nem jutott ki     | nem jutott ki     | 5.                | 10                | 1                 | 2                 | 7                 | 2                 | 26                |
| 2020             | nem jutott ki     | nem jutott ki     | nem jutott ki     | nem jutott ki     | nem jutott ki     | nem jutott ki     | nem jutott ki     | nem jutott ki     | nem jutott ki     | 6.                | 10                | 0                 | 2                 | 8                 | 2                 | 31                |
| 2024             | nem jutott ki     | nem jutott ki     | nem jutott ki     | nem jutott ki     | nem jutott ki     | nem jutott ki     | nem jutott ki     | nem jutott ki     | nem jutott ki     | 6.                | 10                | 0                 | 0                 | 10                | 1                 | 28                |
| Összesen         |                   | 0/17              | –                 | –                 | –                 | –                 | –                 | –                 | –                 | Összesen          | 78                | 5                 | 9                 | 64                | 22                | 235               |

### UEFA Nemzetek Ligája
| Csoportkör | Csoportkör | Csoportkör | Csoportkör | Csoportkör | Csoportkör | Csoportkör | Csoportkör | Csoportkör | Csoportkör | Csoportkör      | Csoportkör | Egyenes kieséses szakasz | Egyenes kieséses szakasz | Egyenes kieséses szakasz | Egyenes kieséses szakasz | Egyenes kieséses szakasz | Egyenes kieséses szakasz | Egyenes kieséses szakasz | Egyenes kieséses szakasz | Egyenes kieséses szakasz |
| Szezon     | Liga       | Csoport    | H          | M          | Gy         | D          | V          | G+         | G–         | Feljutás/kiesés | Helyezés   | Év                       | Eredmény                 | M                        | Gy                       | D                        | V                        | G+                       | G–                       | Keret                    |
| ---------- | ---------- | ---------- | ---------- | ---------- | ---------- | ---------- | ---------- | ---------- | ---------- | --------------- | ---------- | ------------------------ | ------------------------ | ------------------------ | ------------------------ | ------------------------ | ------------------------ | ------------------------ | ------------------------ | ------------------------ |
| 2018–19    | D          | 4.         | 4.         | 6          | 1          | 1          | 4          | 7          | 12         | Állandó         | 52.        | 2019                     | nem jutott be            | nem jutott be            | nem jutott be            | nem jutott be            | nem jutott be            | nem jutott be            | nem jutott be            | nem jutott be            |
| 2020–21    | D          | 2.         | 2.         | 4          | 1          | 2          | 1          | 3          | 2          | Állandó         | 51.        | 2021                     | nem jutott be            | nem jutott be            | nem jutott be            | nem jutott be            | nem jutott be            | nem jutott be            | nem jutott be            | nem jutott be            |
| 2022–23    | D          | 1.         | 4.         | 6          | 0          | 0          | 6          | 1          | 11         | Állandó         | 55.        | 2023                     | nem jutott be            | nem jutott be            | nem jutott be            | nem jutott be            | nem jutott be            | nem jutott be            | nem jutott be            | nem jutott be            |
| 2024–25    | D          |            |            |            |            |            |            |            |            |                 |            | 2025                     | nem jutott be            | nem jutott be            | nem jutott be            | nem jutott be            | nem jutott be            | nem jutott be            | nem jutott be            | nem jutott be            |
| Összesen   | Összesen   | Összesen   | Összesen   | 16         | 2          | 3          | 11         | 11         | 25         |                 |            |                          | 0/4                      | –                        | –                        | –                        | –                        | –                        | –                        | –                        |

## Válogatottsági rekordok
A két listán első Mario Frick egészen 40 éves koráig futballozott a válogatottban és ugyanennyi évesen fejezte be pályafutását klubszinten is. Utolsó, tizenhatodik gólját a válogatottban 2010-ben lőtte Észtországnak egy barátságos mérkőzésen.
Az adatok 2016. november 12. állapotoknak felelnek meg.
- A még aktív játékosok félkövérrel vannak megjelölve.

### Legtöbbször pályára lépett játékosok

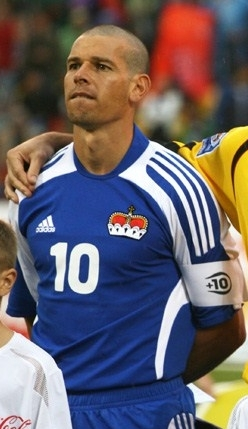
Mario Frick a válogatottsági rekorder 125 mérkőzéssel és a legeredményesebb játékos is egyben 16 góllal.

| #  | Játékos           | Vál. | Gól | Időszak   |
| -- | ----------------- | ---- | --- | --------- |
| 1  | Peter Jehle       | 132  | 0   | 1998–2018 |
| 2  | Mario Frick       | 125  | 16  | 1993–2015 |
| 3  | Martin Stocklasa  | 113  | 5   | 1996–2014 |
| 4  | Franz Burgmeier   | 104  | 9   | 2001–     |
| 5  | Thomas Beck       | 92   | 5   | 1998–2013 |
| 6  | Daniel Hasler     | 81   | 1   | 1993–2007 |
| 7  | Martin Telser     | 73   | 1   | 1996–2007 |
| 8  | Ronny Büchel      | 72   | 0   | 1998–2010 |
| 9  | Michael Stocklasa | 71   | 2   | 1998–2012 |
| 10 | Martin Büchel     | 64   | 2   | 2004–     |

### Legtöbb gólt szerző játékosok
| # | Játékos           | Gól | Vál. | Időszak   |
| - | ----------------- | --- | ---- | --------- |
| 1 | Mario Frick       | 16  | 125  | 1993–2015 |
| 2 | Franz Burgmeier   | 9   | 104  | 2001–     |
| 3 | Martin Stocklasa  | 5   | 113  | 1996–2014 |
| 3 | Thomas Beck       | 5   | 92   | 1998–2013 |
| 3 | Michele Polverino | 5   | 54   | 2007–     |
| 6 | Michael Stocklasa | 2   | 71   | 1998–2012 |
| 6 | Martin Büchel     | 2   | 64   | 2004–     |
| 6 | Fabio D'Elia      | 2   | 50   | 2001–2010 |
| 6 | Mathias Christen  | 2   | 36   | 2008–     |
| 6 | Benjamin Fischer  | 2   | 23   | 2005–2011 |

### Ismert játékosok
- Mario Frick
- Daniel Hasler
- Peter Jehle
- Sandro Wieser

## Szövetségi kapitányok
- Erich Bürzle (1990)
- Dietrich Wiese (1990-1996)
- Alfred Riedl (1996-1998)
- Erich Bürzle (1998)
- Ralf Loose (1998–2003)
- Walter Hörmann (2003–2004)
- Martin Andermatt (2004–2006)
- Urs Meier (2006)
- Hans-Peter Zaugg (2006–2012)
- Rene Pauritsch (2012-)